# Erica thimifolia
Erica thimifolia är en ljungväxtart som beskrevs av Wendl. Erica thimifolia ingår i släktet klockljungssläktet, och familjen ljungväxter. Inga underarter finns listade i Catalogue of Life.

## Bildgalleri

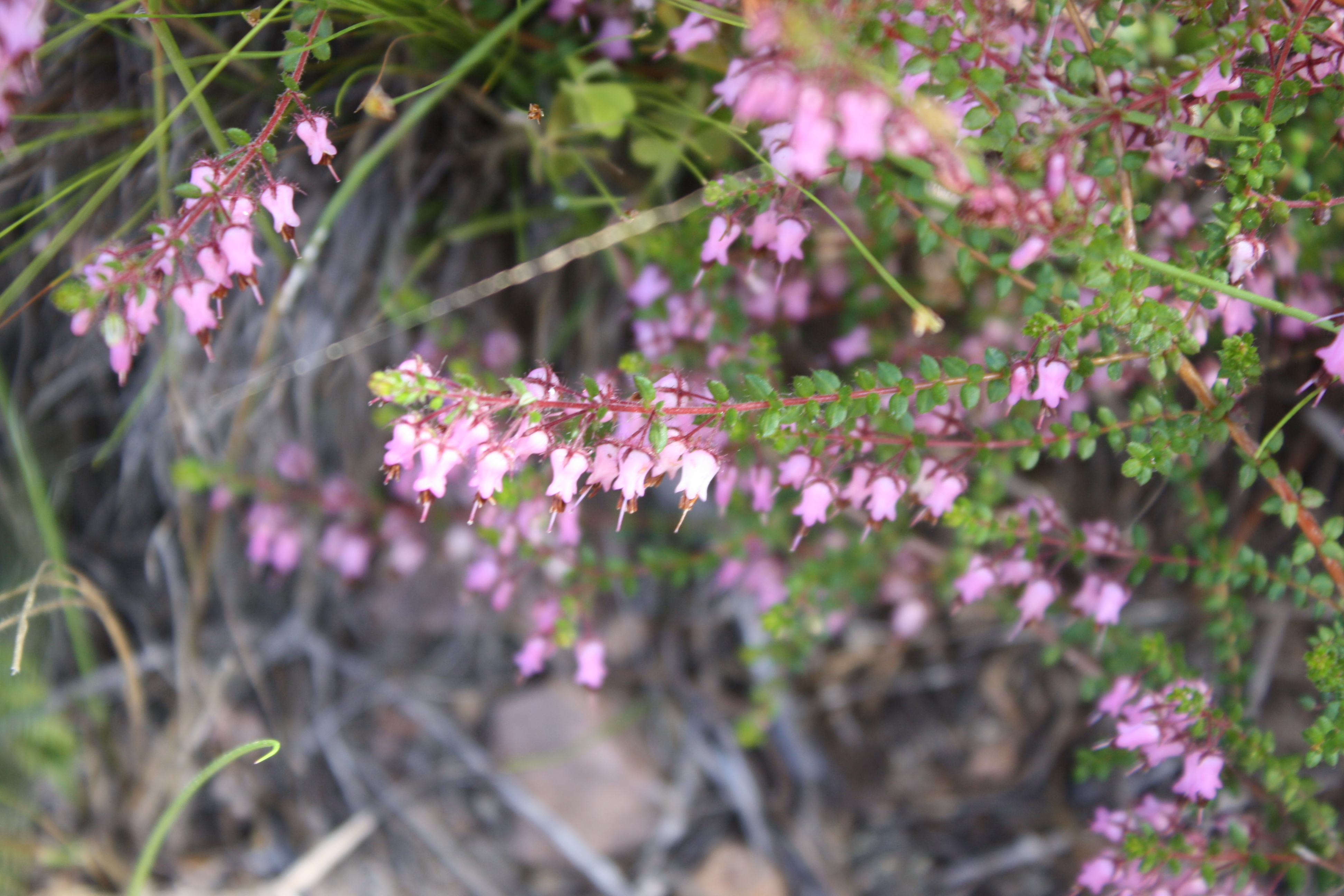